# Cassandra Annergren
Cassandra Annergren, född 16 juni 2003,är en svensk strongwoman och styrkelyftare. Annergren började träna när hon var 13 år. Hennes favoritgren är marklyft, där hon även slagit världsrekord.
Annergren är född och uppvuxen i Sundsvall. Hennes far, Anders Johansson, har varit strongman och vunnit flera svenska titlar.

## Meriter
Annergren slog världrekord i Conan Wheel 2023 under Guinness World Record Show i Italien, men blev senare slagen i samma tävling av Andrea Thompson med 2 meter.
Hon tog även ett inofficiellt världsrekord 2020 i marklyft, 197kg för kvinnor under 18 år. På grund av coronaepidemin slogs rekordet inte vid en officiell tävling. Hon tog senare världsrekordet med 200 kg under EM i styrkelyft.

### Tävlingar (urval)
| År   | Tävling                                              | Placering |               |
| ---- | ---------------------------------------------------- | --------- | ------------- |
| 2021 | Sveriges Starkaste Kvinna                            | 3:a       |               |
| 2021 | European Classic Powerlifting Championships          | 1:a       | Junior/Ungdom |
| 2022 | U/J SM Klassisk Styrkelyft                           | 2:a       | Junior/Ungdom |
| 2022 | Sveriges Starkaste Kvinna                            | 3:a       |               |
| 2023 | KRAFTKAMP - Sveriges Starkaste Kvinna 2023 - Finalen | 1:a       |               |
| 2024 | Sveriges Starkaste Kvinna                            | 3:a       |               |